# Зринские
Зри́нские, Зри́ньи (хорв. Zrinski, венг. Zrínyi) — знатный хорватский дворянский род. В средневековом хорватском государстве владели большими землями, принимали активное участие в политике, наряду с семейством Франкопанов были самым влиятельным хорватским дворянским родом в XIV—XVI веках. Представители семьи многократно становились банами Хорватии. Николай Зринский (Миклош Зриньи) считается национальным героем как Хорватии, так и Венгрии. Целый ряд членов семейства увлекался литературой, Зринские внесли большой вклад в развитие хорватской и венгерской поэзии.

## История
Семейство Зринских — одна из ветвей рода князей Брибирских, правивших древним хорватским племенем Шубичей. В 1102 году Брибирские заверили своей подписью договор, обычно называемый Pacta Conventa, по которому хорватское дворянство признало династическую унию с Венгрией. В XIV веке Павел I Шубич-Брибирский занимал посты бана Хорватии и господаря Боснии (bana Hrvata i gospodara Bosne). Сын Павла Младен II Шубич-Брибирский мерился силами с венгерскими королями из Анжуйской (Анжувинской, Ангевинской) династии, но потерпел неудачу.
В 1347 году король Людовик I Великий, под предлогом войны с Венецианской республикой в Далмации, конфисковал у Гргура IV Шубич-Брибирского несколько старинных крепостей Шубичей в Хорватском Приморье (включая Островицу в области Лика), даровав ему взамен земли в регионе Бановина с центром в замке Зрин, что на Зринской горе (Zrinska gora). Эти земли лежат к югу от современной Петриньи и к западу от Хрватска-Констайницы. Зринский замок дал имя новой ветви древнего рода. Наследник Гргура IV, Юрай III Шубич-Брибирский, переселившившийся в Зринский замок, стал именовать себя: Юрай I Зринский (реже: Юрай I Шубич-Зринский). В продолжение XIV—XV веков Гвозданско (Gvozdansko), Пастушский Град (Pastuški grad), Завршский Град (Završki grad), Ступиничский Град (Stupnički grad), Семидраж (Semidraž), Ямничский Град (Jamnički grad), Добрилин (Dobriljin) и Подмиланский Град (Podmilanski grad) сделались владениями Шубичей-Зринских…
Двоюродная сестра Юрая I, Елена Зринская, вышла замуж за Владислава из дома Котроманичей. Их сын Твртко I стал баном Боснии и впоследствии первым королём Боснии. А через Елизавету Боснийскую из дома Котроманичей, которая стала второй женой короля Людовика Великого, Зринские и Котроманичи породнились с королями Венгрии и Польши.
Поскольку Хорватское королевство было связано унией с Венгрией, члены влиятельных хорватских семейств, включая Зринских, как правило, свободно владели и хорватским, и венгерским. Это привело к тому, что многие из выдающихся представителей этого рода упоминаются в литературе и под хорватским, и под венгерским именами. Один из самых известных представителей семейства, герой Сигетварской битвы, известен и как Николай Зринский, и как Миклош Зриньи.
Упадок рода начался в конце XVII века. После раскрытия заговора Зринских-Франкопана глава семьи бан Пётр Зринский был казнён, а многие представители рода подвергнуты репрессиям. Старшая линия Зринских пресеклась в 1703 году, со смертью в изгнании трансильванской княгини Елены Зринской (Илоны Зриньи). В последние десятилетия существования рода, их фамильным замком был замок Зринских в Чаковце.

## Известные представители
- Николай Зринский-старший (1508—1566) — бан Хорватии в 1542—1556 годах, военачальник, поэт, прославившийся геройской гибелью в Сигетварской битве.
- Юрай IV Зринский (1549—1603) — сын предыдущего, управляющий казначейством Королевства Венгрия и Хорватия.
- Николай Зринский-младший (1620—1664) — правнук Николая Зринского-старшего, бан Хорватии в 1647—1664 годах, тоже военачальник и поэт, борец за веротерпимость в Венгрии и Хорватии, участник (на ранней стадии) подготовки Заговора Зринских-Франкопана.
- Пётр IV Зринский (1621—1671), брат предыдущего, бан Хорватии в 1665—1670 годах, поэт и переводчик, казнён за участие в заговоре Зринских-Франкопана.
- Адам Зринский (1662-1691) - племянник предыдущего, сын Николая Зринского-младшего, военачальник, подполковник австрийской кавалерии, участник Великой Турецкой войны 1683-1699 годов. Погиб в битве при Сланкамене. Предпоследний представитель рода по мужской линии. Последний - его двоюродный брат Иван IV Антон Бальтазар Зринский.
- Катарина Зринская (1625-1673) - жена Петра IV, происходила из рода Франкопанов, меценатка и писательница.
- Елена Зринская (1643—1703) — дочь Петра IV, фактическая руководительница венгерского освободительного движения в 1685—1703 гг., мать Ференца II Ракоци и жена трансильванского князя Имре Тёкёли (Имре Текея).